# Баркли, Колвилл
Колвилл Баркли (англ. Colville Adrian de Rune Barclay; 17 сентября 1869, Париж — 2 июня 1929, там же) — британский дипломат.
Младший сын Колвилла Баркли, 11-го баронета.
На дипломатической службе с 1894 года.
Работал советником в посольстве Великобритании в Вашингтоне.
В 1919—1924 годах посланник Великобритании в Швеции.
В 1924—1928 годах посланник Великобритании в Венгрии.
В 1928—1929 годах посол Великобритании в Португалии.
Награды: MVO 1903, CBE 1917, CB 1917, KCMG 1922.
10 апреля 1912 года в Париже женился на Сарите (1891—1985), которая после его смерти, 29 июля 1931 года вышла замуж за Роберта Ванситарта.
Входил в Тайный совет Великобритании с 1928 года.